# Juan Francisco Rivero
Juan Francisco Rivero (Santa Cruz de la Sierra, 14 de junio de 1989) es un futbolista boliviano. Juega como defensa y su actual equipo es Real Santa Cruz de la Primera División de Bolivia.

## Clubes
| Club                   | País    | Año           |
| ---------------------- | ------- | ------------- |
| Sport Boys Warnes      | Bolivia | 2014 - 2016   |
| Universitario de Sucre | Bolivia | 2017          |
| Real Potosí            | Bolivia | 2017          |
| Petrolero              | Bolivia | 2018          |
| Sport Boys Warnes      | Bolivia | 2018          |
| Always Ready           | Bolivia | 2019          |
| Aurora                 | Bolivia | 2019          |
| Real Santa Cruz        | Bolivia | 2020-presente |